# Pósa Zoltán
Pósa Zoltán (Debrecen, 1948. szeptember 6. –) József Attila-díjas (2000) magyar író, költő, újságíró, irodalomtörténész, pedagógus. Írói álnevei: Kutassy Máté, Korsós György és Barna Zoltán.

## Életpályája
Szülei Pósa Péter és Nagy Ilona. 1967-1972 között a Kossuth Lajos Tudományegyetem Bölcsészettudományi Karának magyar-német szakos hallgatója volt.
1972-ben az Alföld szerkesztője volt, de a laptól politikai okból eltávolították. 1973-ban a Debreceni Agrártudományi Egyetem tudományos segédmunkatársa volt, ahonnan szintén politikai okokból eltávolították. 1974-ben a Csongrád Megyei Hírlapnál dolgozott, de innen is eltávolították. 1974-1975 között a debreceni Móra Ferenc Kollégium pedagógusa, majd a Hajdú-Bihar Megyei Könyvtár zenei részlegének könyvtárosa volt.
1976-ban Balmazújvárosban gimnáziumi oktató volt, ekkor költözött Budapestre, ahol 1976 októberétől decemberéig a Szépirodalmi Könyvkiadó propagandaosztályán volt gépíró adminisztrátor és vidéki író-olvasó találkozók moderátora és irodalomtörténész bevezetője, de politikai okokból nem lehetett szerkesztő.
1977-1979 között a Pest Megyei Hírlapnál tevékenykedett, ahonnan politikai okokból eltávolították. 1979-1983 között a Mestermunka munkatársa volt. 1983-1989 között a Móra Ferenc Könyvkiadó propagandalap-szerkesztője volt.
1989-1990 között a Film Színház Muzsika főmunkatársa, 1990-1992 között a Pesti Hírlap kulturális rovatvezető-helyettese, 1993-1994 között az Új Magyarország hitéleti rovatvezetőjeként dolgozott. 1994-ben a Szamizdat alapító szerkesztője. 1994-1995 között a Literátor főszerkesztője, 1995-ben a Rendszertelen Pulzus alapító szerkesztője, 1995-1996 között a Tisztesség felelős szerkesztője volt. 2004 óta a Magyar Írószövetség választmányának, 2012 óta a Magyar Írószakszervezet elnökségének, 2014 óta a Magyar Művészeti Akadémia köztestületének, 2016 óta a Keresztény Kulturális Akadémiának rendes tagja. 
2018 óta a Pen Club tagja. 2023 óta a Keresztény Értelmiségiek Szövetsége (KÉSZ) tagja, 2016-tól 2020-ig a Nemzeti Kulturális Alap Könyvkiadási Kollégiumának kurátora. 2006-2013-ig, a lap megszűnéséig az Új Katedra (főszerkesztő: Varga Gabriella) című pedagógiai folyóirat, 2012-2013-ig a Heti Válasz állandó szerzője. 2020 óta a Muskátli című felvidéki folyóirat (főszerkesztője, Pósa Homoly Erzsó) állandó szerzője. 2022-től kezdve újra a Magyar Nemzet szerzője.
1996–2002-ig a Magyar Demokrata kulturális rovatánál dolgozott. Még ugyanebben az évben az Aprószentek alapító szerkesztője is volt. 1997 óta a Magyarországi Református Zsinati Iroda szeretetszolgálatánál lelki gondozó.1997 óta a Magyar Katolikus Újságírók Szövetsége (MAKÚSZ), 2009 óta a Protestáns Újságírók Szövetsége (PRÚSZ) tagja, 1998–1999 között a Napi Magyarország főmunkatársa, 1999–2001 között a Kis Újság kulturális rovatvezetője, . 2000–2012-ig a Magyar Nemzet főmunkatársa volt, 2015-2019-ig a Magyar Idők szerzője volt. 2017 óta a Tőkéczki és Takaró című M5-ös irodalmi műsor egyik szereplője, 2002 óta a Fidesz tagja,Balatonföldvár kongresszusi küldötte.

## Magánélete
1976-ban házasságot kötött Barna Mártával, aki 1955 március 5-én született, s 2023. április 20-án elhunyt. Egy fiuk született, Máté (1977).

## Művei
- Ama tőrök (regény, 1985)
- 600 tanács a gyermek és ifjúsági irodalomról (domináns tanulmány, 1985)
- Hernádi Gyula (monográfia, 1990)
- Visszafojtott sírás (kisregény, 1992)
- Menekülés négy sávon (regény, 1994)
- Pürroszi győzelmek (regények, 1995)
- Emlék az ezredvégről (irodalomtörténet, írta, szerkesztette, 1994)
- Két világ határán (irodalomtörténet, írta, szerkesztette, 1995)
- Az alanyi szociográfia kurucos szóbűvésze (interjúregény Zsille Zoltánnal, 1996)
- Magyar vagyok (versek, 1997)
- Lét-nemlét-igék (versek, 1998)
- Jódillat és komlóíz (kisregény, 1998)
- Mediterrán tintabúra (regény, 1999)
- Tetszhalál után (elbeszélések, 2000)
- Aranykori tekercsek (regény, 2003)
- Különleges szakasz (regény, 2004)
- Irodalmi dandy avagy koranyári üdvözlet (regény, 2005)
- Alászállás (versek, 2006)
- Hernádi Gyula (emlékkönyv, 2006)
- Olvasó (versek, 2007)
- Törött tükörbe néztél (versek, 2008)
- Pósa Zoltán breviáriuma I. (versek, 2009)
- Az ifjúság maradéka (regény, 2009)
- Pósa Zoltán breviáriuma II. (2011)
- A fehér bohóc feltámadása (új versek, 2011)
- Osztanki ott mladosztta (Az ifjúság maradéka, Julia Krumova fordításában, 2012)
- Egy az Isten (új versek, 2013)
- Seminoma, avagy kórház a város közepén (regény két kötetben, 2015)
- Lila tricikliturgia (regény, 2017)
- Hűséges szökés és hűtlen visszatérés I-II. (megaregény két könyvben, 2018)
- Jászolbölcsőd trónusánál (válogatott versek, 2019)
- Az ezerkettedik, avagy az első éjszaka – Mesék a csodálatos kelet világáról (regénykeretbe foglalt epizódfüzér, 2019.)
- Trianon (versek, esszék, 2020)
- Mítoszok és ikonok (tanulmányok, esszék, kritikák, 2020)
- Péterek és Júdások (elbeszélések, novellák, kisregények, 2020)
- Pirosbahajol a félelem. Dráma két felvonásban, nyolc jelenetben, egy előjátékkal és egy codával; Coldwell Art Bt., Budapest, 2022
- ÖNREFLEXIÓK 'I.(1948-1973), vaskori tekercsek a remény országából, a feleségével, Barna Mártával közösen írt önéletrajzi mega-regénytetralógia első könyve, Időjel Kiadó, 2024

## Műfordításai
- Sandra Field: A szivárvány nyomában (regény, 1990)
- Melinda Cross: Vágy a sziklák alatt (regény, 1992)
- Bethany Campbell: Kell egy angyal (regény, 1996)

## Díjai
- Madách-díj (1982)
- A Művészet Alap éves ösztöndíja 1982 legjobb fiatal kritikusainak (1982)
- A Művészeti Alap éves ösztöndíja 1983 legjobb fiatal kritikusainak (1983)
- A Nemzeti Kulturális Alap ösztöndíja (1994)
- József Attila-díj (2000)
- Múltunkkal a jövőbe millenniumi novellapályázat kategóriadíja (2000)
- IRKA Alapítvány éves ösztöndíj (2001)
- AZ IRKA Alapítvány forgatókönyv-pályázatának egyik nagydíja (2002)
- Írókarácsony-díj (2003)
- A Nemzeti Kulturális Alap ösztöndíja (2003)
- Bertha Bulcsú-díj (2006)
- Szellemi Honvédelem-díj (2007)
- Obersovszky-díj (2007)
- A Magyar Napló jelenkori témájú regénypályázatának kategóriadíja (2007)
- A lakiteleki alapító atyák hűségoklevele (2007)
- A Salvatore Quasimodo nemzetközi, olasz-magyar költőverseny oklevéldíja (2007)
- A Salvatore Quasimodo nemzetközi, magyar olasz költőverseny oklevéldíja (2008)
- Kaméleon irodalmi pályázat vers kategóriadíj (2009)
- Balassi Bálint-emlékérem (2009)
- A Salvatore Quasimodo nemzetközi, magyar olasz költőverseny oklevéldíja (2010)
- Péterfy Vilmos-életműdíj (2010)
- Fehér Mária Emlékdíj (2009)
- A Salvatore Quasimodo nemzetközi, magyar olasz költőverseny oklevéldíja (2011)
- A Debreceni Egyetem KLTE Kossuth Klubjának (1912-2012) millenniumi emlékérméje (2012)
- Pro cultura Újbuda (2013)
- ÉLETÚT, az Emberi Erőforrások Minisztériuma által meghirdetett önéletírói pályázata nyugdíjasoknak, különdíj (2012)
- A Nemzeti Kulturális Alap ösztöndíja (2013)
- A Magyar Érdemrend tisztikeresztje  (2013)
- A Magyar Művészeti Akadémia köztestületi tagságát igazoló diploma( 2014 november 5.)
- A Nemzeti Kulturális Alap és az ARTISJUS ösztöndíja (2014)
- Rát Mátyás életműdíj (2015)
- A Nemzeti Kulturális Alap ösztöndíja (2015)
- A Keresztény Kulturális Akadémia rendes tagságát igazoló diploma, 2016. április 16)
- A Nemzeti Kulturális Alap Ösztöndíja 2022
- HORDÓ DÍJ, AZ 50 jubileumi Tokaji Írótábor kitüntetése, 2022 augusztus 24-én
- Herczeg Ferenc-díj (2025)[1]